# 馬克·朗斯頓
馬克·愛德華·朗斯頓（英語：Mark Edward Langston，1960年8月20日—），為美國職棒大聯盟的投手，生涯曾效力過水手、博覽會、天使、教士與印地安人等隊。

## 職業生涯
1981年大聯盟選秀，朗斯頓在第二輪被水手隊選走。他和另一名新秀Alvin Davis在1984年球季初先後登上大聯盟，雖然最後Davis拿下美聯新人王，不過朗斯頓投出美聯最多的204次三振，最後拿下美聯最佳菜鳥投手獎。
1989年，水手將朗斯頓交易到博覽會，換來3名年輕投手藍迪·強森、Gene Harris和Brian Holman。
1990年，他和麥克·威特接力投出無安打比賽。天使隊也一直等到2011年才又有投手投出無安打比賽。
1995年美聯西區決勝加賽，朗斯頓代表天使先發，不過最後他們敗給水手，無緣晉級分區賽。
1998年世界大賽第一場，朗斯頓在面對提諾·馬丁尼茲時被敲出滿貫砲，讓洋基攻下7分大局。最後教士四連敗遭到橫掃出局。
朗斯頓非常擅長一壘牽制，他職業生涯一共投出91次一壘牽制出局，為當時大聯盟史上最多。他曾在1989年上演單場3次牽制出局的罕見紀錄。目前他的紀錄已被肯尼·羅傑斯、Terry Mulholland和安迪·派提特超越，而這三人都是左投手。

## 生涯投球數據
| 勝投 | 敗投 | 防禦率 | 出賽場次 | 先發 | 完投 | 完封 | 投球局數 | 安打 | 失分 | 自責分 | 全壘打 | 保送 | 三振 | 暴投 | 觸身球 |
| ---- | ---- | ------ | -------- | ---- | ---- | ---- | -------- | ---- | ---- | ------ | ------ | ---- | ---- | ---- | ------ |
| 179  | 158  | 3.97   | 457      | 428  | 81   | 18   | 2962.2   | 2723 | 1438 | 1306   | 311    | 1289 | 2464 | 89   | 46     |

## 個人生活
在退休後，朗斯頓在高中當了兩年的棒球教練，目前他定居在洛杉磯。
他曾在1996年的電視劇《小女巫莎賓娜》中客串演出自己，他在劇中和另一名劇中角色Harvey Kinkle玩起傳接球。
2019年9月20日，當時朗斯頓在天使隊電視台播報棒球比賽，結果他因為心室顫動的關係，才介紹完太空人的打線順序後就突然倒地不起，所幸送醫治療後並無大礙。而他日後也裝了除顫器，並在9月28日重返工作崗位。

## 外部連結
- 球員資訊和成績在MLB，ESPN，Baseball-Reference，Fangraphs（英文）
- 馬克·朗斯頓在台灣棒球維基館上的頁面（繁體中文）